# Merica
Merica è un film documentario del 2007 diretto da Federico Ferrone, Michele Manzolini e Francesco Ragazzi.
La pellicola ha preso parte a numerosi festival cinematografici quali il Tekfestival, Sulmonacinema Film Festival, Festival del cinema africano, d'Asia e America Latina di Milano, Euganea Movie Movement, Imaginaria Film Festival, Jonio Educational Film Festival (miglior film) e Terra di Tutti Film Festival (premio del pubblico).

## Trama
Merica traccia un parallelo tra la grande emigrazione italiana in Sud America a cavallo tra '800 e '900 e l'immigrazione che invece riguarda l'Italia odierna. Il film mostra numerose storie di brasiliani di origine italiana che si trasferiscono nella regione del Veneto i quali, nonostante un passaporto italiano, sono vittime di xenofobia e difficoltà burocratiche. Il film contiene, tra le altre, una lunga intervista a Giancarlo Gentilini, il prosindaco di Treviso noto per la sua politica di "Tolleranza zero" nei confronti dell'immigrazione clandestina.

## Distribuzione
Il documentario è distribuito in Italia in DVD dalla rivista Carta- Cantieri sociali.

## Riconoscimenti
- Terra di Tutti Film Festival
  - Premio del pubblico
- Jonio Eudcational Film Festival
  - Primo premio